# Cerocala munda
Cerocala munda är en fjärilsart som beskrevs av Druce 1900. Cerocala munda ingår i släktet Cerocala och familjen nattflyn. Inga underarter finns listade i Catalogue of Life.